# Voie de la Nive
 (novembre 2024).
Si vous disposez d'ouvrages ou d'articles de référence ou si vous connaissez des sites web de qualité traitant du thème abordé ici, merci de compléter l'article en donnant les références utiles à sa vérifiabilité et en les liant à la section « Notes et références ».
La voie de la Nive est une variante du chemin de Saint-Jacques-de-Compostelle suivie par les pèlerins qui, de Bayonne sur la voie de Soulac, cherchaient à éviter le Camino del Norte et à regagner le Camino navarro à Saint-Jean-Pied-de-Port, avant la traversée des Pyrénées, en vue de poursuivre par le Camino francés.
Leur prochaine étape majeure était alors la collégiale de Roncevaux, après avoir franchi le col mythique d'Ibañeta-Roncevaux.

## Itinéraire

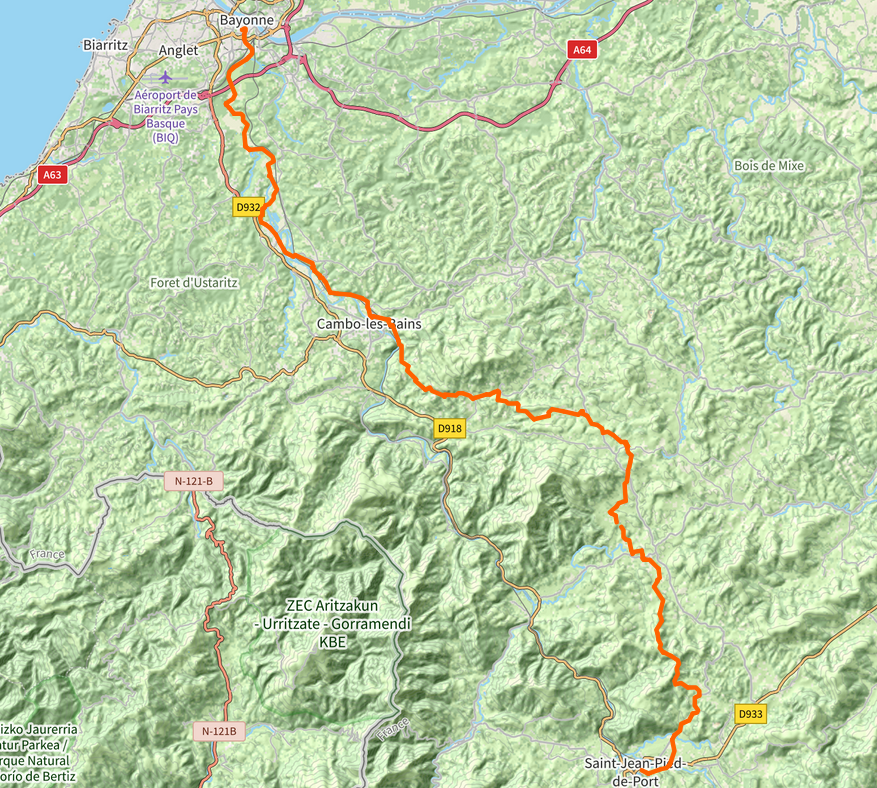
Carte de la Voie de la Nive.

De Bayonne à Saint-Jean-Pied-de-Port par la vallée de la Nive :
- Bayonne
- Ustaritz
- Cambo-les-Bains
- Macaye
- Hélette
- Irissarry
- Saint-Jean-le-Vieux
- Saint-Jean-Pied-de-Port